# Miss Malawi
Miss Malawi désigne les concours de beauté féminine destinés aux jeunes femmes de nationalité malawie.

## Les Miss Malawi pour Miss Monde
| Année | Nom               | Classement |
| ----- | ----------------- | ---------- |
| 1996  | Deolinda Pinheiro |            |
| 1999  | Linda Logwe       |            |
| 2001  | Elizabeth Pullu   |            |
| 2002  | Blandina Mlenga   |            |
| 2003  | Mable Pulu        |            |
| 2004  | Florence Zeka     |            |
| 2005  | Rachel Landson    |            |
| 2006  | Peth Msiska       |            |
| 2009  | Joyce Mphande     |            |
| 2010  | Ella Kabambe      |            |